# Igliauka

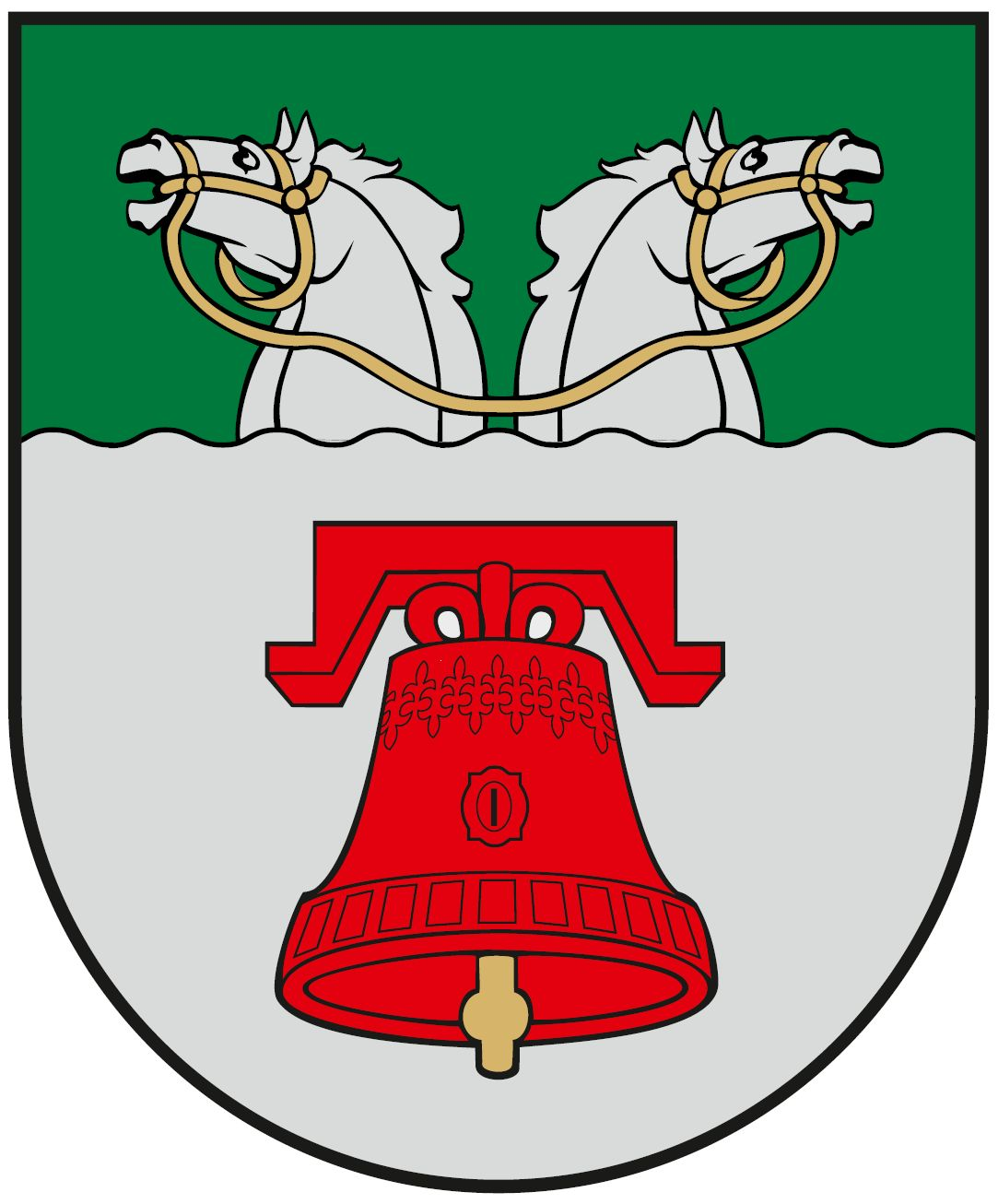
Wappen

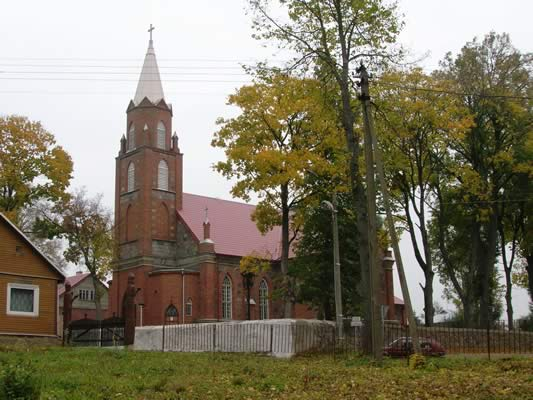
Kirche

Igliauka ist ein Städtchen in der Gemeinde Marijampolė, in der südwestlichen Region Suvalkija, Litauen. Es befindet sich 24 km östlich von der Bezirkshauptstadt Marijampolė und 20 km westlich von der Stadt Prienai, 1 km von der Fernstraße A16 (Vilnius-Prienai-Marijampolė) entfernt. Es gibt ein katholisches Pfarrzentrum, eine St.-Kasimir-Kirche (erbaut 1884), ein Postamt (LT-69005), ein Ambulatorium, das Anzelmas-Matutis-Gymnasium Igliauka, einen Kindergarten, ein Kulturzentrum und eine Bibliothek. Im Städtchen steht ein Denkmal für diejenigen, die für die Unabhängigkeit Litauens gestorben sind.
Der Fluss Ygla fließt durch Igliauka, der Ygla-See ist ein Stausee, und 1 km östlich des Ortes befindet sich das Torfmoor Paliai.
2021 gab es 774 Einwohner.